# Pulau Lingga
Pulau Lingga är en ö i Indonesien.   Den ligger i provinsen Kepulauan Riau, i ögruppen Linggaöarna, i den västra delen av landet, 700 km norr om huvudstaden Jakarta. Arean är 864 kvadratkilometer.
Terrängen på Pulau Lingga är kuperad. Öns högsta punkt är 1 092 meter över havet. Den sträcker sig 41,1 kilometer i nord-sydlig riktning, och 64,4 kilometer i öst-västlig riktning.